# Quadrathlon
Il quadrathlon (o quadriathlon) è uno sport di resistenza composto da quattro discipline individuali. Le quattro discipline vengono praticate in successione e vince colui che impiega il minor tempo complessivo.
La World Quadrathlon Federation stabilisce che il quadrathlon è composto da
| Disciplina | Breve Distanza | Media Distanza | Lunga Distanza |
| ---------- | -------------- | -------------- | -------------- |
| nuoto      | 0.75 km        | 1.5 km         | 4 km           |
| kayak      | 4 km           | 8 km           | 20 km          |
| ciclismo   | 20 km          | 40 km          | 100 km         |
| corsa      | 5 km           | 10 km          | 21 km          |

in qualsiasi ordine, anche se solitamente si rispetta l'ordine in tabella.
Le distanze, la durata e gli eventi dipendono dall'organizzazione, dalla location dell'evento e dal periodo dell'anno. Durante i mesi invernali la corsa e il nuoto vengono rispettivamente rimpiazzati dalla corsa con le racchette da neve e dallo sci di fondo.
In Gran Bretagna, l'organo di governo è il British Quadrathlon Association (BQA).
L'obiettivo della World Quadrathlon Federation è quello di promuovere la conoscenza internazionale del Quadrathlon. "Il Quadrathlon aggiunge la disciplina del kayak al Triathlon per creare un test equilibrato sul fitness".
La disciplina è estremamente intensa, e richiede una formazione prima di poter farne parte. Le persone che hanno partecipato agli eventi di quadrathlon hanno dichiarato che il corpo compie uno sforzo enorme dopo ogni intervallo: "I miei polpacci erano così contratti che ogni passo sembrava rimbalzare attraverso il mio corpo. A quel punto volevo solo che finisse", scrive un'atleta della competizione femminile, Domity Mcdowell. Gli atleti che completano il quadrathlon solitamente partecipano a eventi come il triathlon, il biathlon e le maratone. Danelle Ballengee, un'atleta professionista che ha partecipato a diversi eventi afferma che lei "ama la sfida".

## La Coppa del Mondo
La Coppa del Mondo della World Quadrathlon Federation viene disputata dal 2001. Si tratta di una serie di gare organizzate in diversi paesi. Per definire i partecipanti agli eventi, vengono presi i quattro miglior tempi per ogni atleta, attraverso i quali viene attribuito loro un punteggio che determina la loro posizione. Ogni atleta può partecipare a tutte le discipline che sceglie. Questo metodo consente la partecipazione del maggior numero di persone possibile, data la diffusione geografica della coppa. La coppa del 2013, che si concluse con la Awesome Foursome a Bude, è stata vinta da Stefan Teichert nella categoria maschile e da Lisa Maria Hirschfelder nella categoria femminile, entrambi tedeschi.
La distribuzione dei punti nella gara diminuisce partendo da 100 punti. Tra il 1º e il 5º classificato ci sono 10 punti di differenza per ogni posto in classifica. Tra il 5° e l'11° ci sono 5 punti di differenza per ogni posto in classifica. Tra l'11° e il 21° ci sono 2 punti di differenza per ogni posto in classifica. Tra il 21° e il 30 °C'è un solo punto di differenza per ogni posto in classifica, mentre ogni posto in classifica seguente riceve 0 punti. Le gare internazionali di Coppa del Mondo possono avere una valutazione con maggior numero di punti rispetto a ciò che è stato precedentemente indicato. Ad ogni posizione in classifica possono essere aggiunti 20 punti: il 1° riceve 120 punti invece di 100, il 2° 110 punti invece di 90, il 30° 21 punti invece di 1. Esistono inoltre i punti bonus per gli atleti che finiscono più di quattro gare di Coppa del Mondo in una stagione. A questi atleti vengono assegnati 10 punti per ogni gara completata successiva alla quarta.

## Storia
Dopo alcuni tentativi falliti di creare la disciplina quadrathlon nei primi anni ottanta, Sergio Ferrero iniziò il primo quadrathlon nel 1987 a Ibiza. Lo stesso uomo fondò la Word Quadrathlon Federation (WQF) nel 1990. Il primo quadrathlon comprendeva 5 km di nuoto, 20  km di kayak, 100 km di ciclismo e 21,1 km di corsa. Non è cambiato molto dalla prima edizione ad oggi, è stata solamente ridotta di 1 km la gara di nuoto. Nel 1997 è stata fondata la European Quadrathlon Federation (EQF), sotto la guida del ceco Vaclav Marek.

## Campionati Europei
Il Campionato Europeo del 2013 si è tenuto nel Regno Unito a Lincolnshire e fu vinto da Steve Clark dalla Gran Bretagna e da Lisa Maria Hirschfelder dalla Germania.

## Regole dell'evento
Ci sono alcune regole che sia gli atleti sia gli ufficiali di gara devono osservare il giorno dell'evento. Se non vengono seguite correttamente si può incorrere in avvertimenti, sanzioni e perfino squalifiche. Alcune delle linee guida generali che gli atleti devono rispettare sono le seguenti:
Nessun aiuto esterno, nessun boccaglio o pinne nel nuoto, non correre vicino agli altri ciclisti, nessun cibo o bevanda personale, nessun movimento brusco o di carico o di blocco che possa interferire con gli altri concorrenti, e nessun aiuto dato o ricevuto da fattori esterni.
Le regole generali per ogni sport sono:

### Nuoto
Non ci sono regole specifiche per il nuoto in generale, eccetto quelle relative all'abbigliamento dei nuotatori. Non possono essere indossati costumi fluorescenti e i costumi indossati devono coprire le caratteristiche sessuali dei concorrenti. Sono ammessi sia occhialini che cuffie e il numero di identificazione può essere esposto sia sul braccio sia sulla gamba.

### Ciclismo
Nella sezione ciclismo della gara la bicicletta deve essere guidata individualmente e senza avere supporto a piedi o in un veicolo separato. Nessun ciclista può entrare nelle aree di transizione ed è necessario seguire le regole del codice della strada se la strada non è chiusa al pubblico.

### Kayak
Il kayak deve essere guidato individualmente e senza aggiunte meccaniche che creino vantaggi. Tutti i kayak/canoe devono pesare almeno 8 kg.

### Corsa
La parte superiore del corpo deve essere coperta e le calzature possono essere logore, escluse le scarpe con punte. Non può essere usato nessun dispositivo elettronico e ogni concorrente che abbandona il campo di gara per avere un vantaggio sarà squalificato.

## Atleti di rilievo

### Categoria maschile
- Stefan Teichert Archiviato il 14 aprile 2015 in Internet Archive.
- Leoš Roušavÿ Archiviato il 14 aprile 2015 in Internet Archive.
- Miroslav Podborskÿ Archiviato il 14 aprile 2015 in Internet Archive.
- Michal Háša Archiviato il 14 aprile 2015 in Internet Archive.
- Thoralf Berg Archiviato il 14 aprile 2015 in Internet Archive.
- Pedro Bartolomeu
- Bernat Torres

### Categoria femminile
- Antje Fiebig Archiviato il 14 aprile 2015 in Internet Archive.
- Katrin Burow
- Lisa Maria Hirschfelder
- Silke Harenburg Archiviato il 14 aprile 2015 in Internet Archive.
- Ellen Mielke Archiviato il 14 aprile 2015 in Internet Archive.
- Noelia Simon
- Vanessa Jimenez